# Lufia II: Rise of the Sinistrals
Lufia, ou Lufia II: Rise of the Sinistrals en Amérique du Nord, ou Estpolis Denki II (エストポリス伝記) au Japon, est un jeu vidéo de rôle développé par Neverland Co., Ltd. et édité par Taito en 1995 sur Super Nintendo.